# Enrico Padiglione
Enrico Padiglione (Napoli, 29 maggio 1865 – Roma, 24 novembre 1958) è stato un magistrato e politico italiano.

## Biografia
Entrato in magistratura nel 1888, è stato aggiunto giudiziario a Sant'Angelo dei Lombardi, Trani, Avellino e pretore a Vasto. Dal 1896 al 1907 è giudice ai tribunali di Monteleone, Perugia. Firenze e Roma. Viene in seguito promosso presidente del tribunale di Termini Imerese e consigliere di corte d'appello a Napoli e Salerno. Nel 1926 è primo presidente della corte d'appello di Palermo, tra il 1928 e il 1930 conclude la carriera come presidente di sezione della corte di cassazione. Nominato senatore nel 1933.